# کارینج
کارینج (به ارمنی: Քարինջ) یک روستا در ارمنستان است که در استان لوری واقع شده‌است.  در  کیلومتری شمال وانادزور، مرکز استان لوری واقع شده است.

## خصوصیات
کارینج ۷۴۷ نفر 
جمعیت دارد و در ارتفاع  متر بالاتر از سطح دریا قرار گرفته است.
| سال   | ۱۸۳۱   | ۱۸۹۶ | ۱۹۱۴ | ۱۹۲۶ | ۱۹۳۹ | ۱۹۵۹ | ۱۹۷۹ | ۲۰۰۱ | ۲۰۰۴ |     |
| جمعیت | ۹۳ ۱۶۷ | ۲۰۹  | ۲۶۴  | ۳۱۵  | ۳۶۱  | ۴۱۲  | ۵۵۱  | ۶۰۶  | ۶۷۳  | ۷۴۷ |